# Casanovas
Den här artikeln handlar om dansbandet Casanovas. För andra betydelser se Casanova (olika betydelser)
Casanovas är ett dansband från Sverige, bildat 1989 på en fritidsgård i Vadstena. 

## Historik
Casanovas bildades 1989 på en fritidsgård i Vadstena. 1998 vann man svenska dansbandsmästerskapen, då med Andreas Hedenskog som sångare. 2020 deltog dansbandet i TV-programmet Dansa hemma, ett initiativ från SVT under coronapandemin. Under 2023 deltog de i tredje deltävlingen av Melodifestivalen i Lidköping med låten "Så kommer känslorna tillbaka". Vid Grammisgalan 2024 utsågs Casanovas till Årets dansband.

## Medlemmar
Nuvarande medlemmar:
- 1989– Jimmy Lindberg - gitarr, sång (grundare)[6]
- 2006– Henrik Sethsson - keyboard, sång[7]
- 2001– Stefan Ryding - bas, sång[8]
- 2022– Victor "Harry" Lindberg - gitarr
- 2022– Simon Bondesson - trummor

Tidigare medlemmar:
- 1989–1996 Henrik Hovbrandt - bas
- 1989–2010 Pontus Björsner - klaviatur, sång
- 1989–2004 Andreas Hedenskog - sång
- 1997–2001 Mattias Andersson - bas, sång
- 1989–2009: Daniel Blüthl-Larsson - trummor
- 2009–2022 Hans Plahn - trummor[9]

## Diskografi

### Album
- 2000: I varje del av mitt hjärta[10]
- 2007: Nu kommer jag tillbaks[11]
- 2010 Live i Malung (live)
- 2012: Livet börjar nu[12]
- 2013: Sommar i Sverige[13]
- 2014: Hon ska bli min[14]
- 2016: Kom och sjung Halleluja[15]
- 2017: Ut i Livet[16]
- 2018: Vi lever här och nu
- 2020: Crazy Days (karantänsessions)
- 2020: Mota Olle i grind[17]

### Samlingsalbum
- 2015: Galet mycket hits (samlingsalbum)

### Singlar
- 1998: Du är sommaren[18]
- 1999: Minns du mig än[19]
- 2000: Mångubben[20]
- 2001: I dina ögon[21]
- 2004: Om du var här[22]
- 2006: Det spelar ingen roll[23]
- 2014: Heart Breaking Down
- 2015: På't igen
- 2016: Våga stuffa
- 2016: Tills jag kommer hem
- 2016: Cykla in i baren
- 2016: Byns enda blondin
- 2016: En sista drink
- 2016: Driving Home for Christmas
- 2017: Ut i livet
- 2017: Tänk om du visste
- 2017: Party i våran buss
- 2017: Satsa allt på ett kort
- 2017: Tänd Ett Ljus För Alla Dom
- 2018: Vi lever här och nu
- 2018: What Is Love
- 2018: Ängarna / Lite mer av din tid
- 2019: Joanna (Radio remix 2019)
- 2019: En bättre man / Vad ska jag ta mig till
- 2019: I kväll är det jag som är kung
- 2019: I decembernatt
- 2019: Ängarna
- 2020: Om den dagen / Vi bygger en bro
- 2020: Mota Olle i grind (Amanda Lind)
- 2022: Regn i Oktober

## Melodier på Svensktoppen
- Kärleken lever - 1998
- Minns du mig än - 1999
- I varje del av mitt hjärta - 2000
- Vem får din kärlek idag - 2000
- Om natten - 2001
- I dina ögon - 2002
- Låt drömmarna leva - 2002

### Testades på Svensktoppen men missade listan
- Du är sommaren - 1998
- Livet börjar nu- 2012
- Känslan från ifjol- 2012
- Heartbreaking down-2014
- En sista drink- 2017
- Ut i Livet - 2017
- Vi lever här och nu -2018

## Melodifestivalen
- 2023: Så kommer känslorna tillbaka (skriven av Mikael Karlsson och Henrik Sethsson).[4]

### Fotnoter
1. ↑  Michael Nystås (8 juni 2004). ”Ett dansband som sjunger med svärta” (på svenska). Aftonbladet. https://www.aftonbladet.se/nojesbladet/a/G1MAM4/ett-dansband-som-sjunger-med-svarta. Läst 21 november 2018.
2. ↑  Roland Andersson (21 november 2018). ”Casanovas tar emot Sethsson” (på svenska). Blekinge läns tidning. http://www.blt.se/kultur-noje/casanovas-tar-emot-sethsson/. Läst 21 november 2018.
3. ↑  ”Digital dansbandsvecka från Malung”. Får Jag Lov. https://fjl.se/nyheter/digital-dansbandsvecka-fran-malung/. Läst 17 november 2020.
4. 1 2  media, Melodifestivalen Bilder, video och texter för. ”Hela startfältet i Melodifestivalen 2023” (på engelska). media.melodifestivalen.se. Arkiverad från originalet den 30 november 2022. https://web.archive.org/web/20221130102508/https://media.melodifestivalen.se/post/hela-startfaltet-i-melodifestivalen-2023. Läst 4 februari 2023.
5. ↑  ”Här är årets alla Grammisvinnare!”. Grammis. 8 maj 2024. https://grammis.se/news/har-ar-arets-alla-grammisvinnare-2/. Läst 9 maj 2024.
6. ↑  ”Jimmy Lindberg » Casanovas”. https://casanovas.se/casanovas/jimmy/. Läst 27 juni 2020.
7. ↑  ”Henrik Sethsson » Casanovas”. https://casanovas.se/casanovas/henrik/. Läst 27 juni 2020.
8. ↑  ”Stefan Ryding » Casanovas”. https://casanovas.se/casanovas/stefan/. Läst 27 juni 2020.
9. ↑  ”Hans Plahn » Casanovas”. https://casanovas.se/casanovas/hans/. Läst 27 juni 2020.
10. ↑  ”Casanovas (4) – I Varje Del Av Mitt Hjärta”. Discogs. 24 juli 2023. https://www.discogs.com/release/12147998-Casanovas-I-Varje-Del-Av-Mitt-Hj%C3%A4rta. Läst 7 februari 2023.
11. ↑  ”Casanovas (4) – Nu Kommer Jag Tillbaks”. Discogs. 24 juli 2023. https://www.discogs.com/release/10307928-Casanovas-Nu-Kommer-Jag-Tillbaks. Läst 7 februari 2023.
12. ↑  ”Casanovas (4) – Livet Börjar Nu!”. Discogs. 24 juli 2023. https://www.discogs.com/release/10307949-Casanovas-Livet-B%C3%B6rjar-Nu. Läst 7 februari 2023.
13. ↑  ”Casanovas (4) – Sommar I Sverige”. Discogs. 24 juli 2023. https://www.discogs.com/release/10307985-Casanovas-Sommar-I-Sverige. Läst 7 februari 2023.
14. ↑  ”Casanovas (4) – Hon Ska Bli Min”. Discogs. 24 juli 2023. https://www.discogs.com/release/9988541-Casanovas-Hon-Ska-Bli-Min. Läst 7 februari 2023.
15. ↑  ”Casanovas (4) – Kom Och Sjung Halleluja”. Discogs. 24 juli 2023. https://www.discogs.com/release/10414243-Casanovas-Kom-Och-Sjung-Halleluja. Läst 7 februari 2023.
16. ↑  ”Casanovas (4) – Ut I Livet”. Discogs. 24 juli 2023. https://www.discogs.com/release/10414287-Casanovas-Ut-I-Livet. Läst 7 februari 2023.
17. ↑  ”Casanovas (4) – Mota Olle I Grind”. Discogs. 24 juli 2023. https://www.discogs.com/release/16428513-Casanovas-Mota-Olle-I-Grind. Läst 7 februari 2023.
18. ↑  ”Casanovas (4) – Du Är Sommaren”. Discogs. 24 juli 2023. https://www.discogs.com/release/10882583-Casanovas-Du-%C3%84r-Sommaren. Läst 7 februari 2023.
19. ↑  ”Casanovas (4) – Minns Du Mig Än”. Discogs. 24 juli 2023. https://www.discogs.com/release/9617195-Casanovas-Minns-Du-Mig-%C3%84n. Läst 7 februari 2023.
20. ↑  ”Casanovas (4) – Mångubben”. Discogs. 24 juli 2023. https://www.discogs.com/release/9663293-Casanovas-M%C3%A5ngubben. Läst 7 februari 2023.
21. ↑  ”Casanovas (4) – I Dina Ögon”. Discogs. 24 juli 2023. https://www.discogs.com/release/9622355-Casanovas-I-Dina-%C3%96gon. Läst 7 februari 2023.
22. ↑  ”Casanovas (4) – Om Du Var Här”. Discogs. 24 juli 2023. https://www.discogs.com/release/9622070-Casanovas-Om-Du-Var-H%C3%A4r. Läst 7 februari 2023.
23. ↑  ”Casanovas (4) – Det Spelar Ingen Roll”. Discogs. 24 juli 2023. https://www.discogs.com/release/884836-Casanovas-Det-Spelar-Ingen-Roll. Läst 7 februari 2023.